# Бернгард, Эрвин Рудольфович
Э́рвин Рудо́льфович Бе́рнгард (1852—1914) — русский архитектор.

## Биография
Родился 3 (15) января 1852 года в Санкт-Петербурге. Сын архитектора Рудольфа Богдановича Бернгарда, брат архитектора Вильгельма Рудольфовича Бернгарда. 
Окончил частную гимназию Видемана в Петербурге, затем учился в строительном училище (1868—1874), которое окончил со званием архитекторского помощника.
С 1874 года жил и работал в Эстонии. Сначала был младшим инженером строительного отделения Эстляндского губернского правления. В 1877 году за проект газгольдера он получил звание инженер-архитектора; в 1878 году был принят в члены Петербургского общества архитекторов. С 1884 года занимал должности архитектора при городском театре, при городском кредитном обществе и обществе взаимного страхования в Ревеле. За конкурсный проект реального училища для города Ревеля получил вторую премию. Также участвовал в конкурсе Петербургского общества архитекторов на создание проекта памятника своему отцу и выполнил его (по своему же переработанному проекту).
С 1907 года — эстляндский губернский инженер.
Был произведён 8 августа 1906 года в чин статского советника. В 1908 году вышел в отставку.
Имел награды: орден Святой Анны 3-й степени (1883).
Умер в Ревеле 12 (25) апреля 1914 года.

## Проекты и постройки
- Церкви в посёлке Хагери, деревнях Велизе, Вяйке-Ляхтру, на острове Вормси (1874—1882)
- производственные здания и жилые дома для рабочих мебельной фабрики Лютера (1887–1910)
- главное здание мызы Колу

### Таллин
Участвовал в реконструкции и реставрации зданий Старого Таллина:
- улица Пикк, 52 (1880);
- Строительство дома Р. Б. Бернгардта. Улица Пикк, 62 (1878—1879, по проекту Р. Б. Бернгардта и П. В. Алиша)[2];
- улица Яна Поска, 15;
- Здание народного суда на Пярнуском шоссе, 7 (1893)
- шпиль церкви Нигулисте (1897—1898).

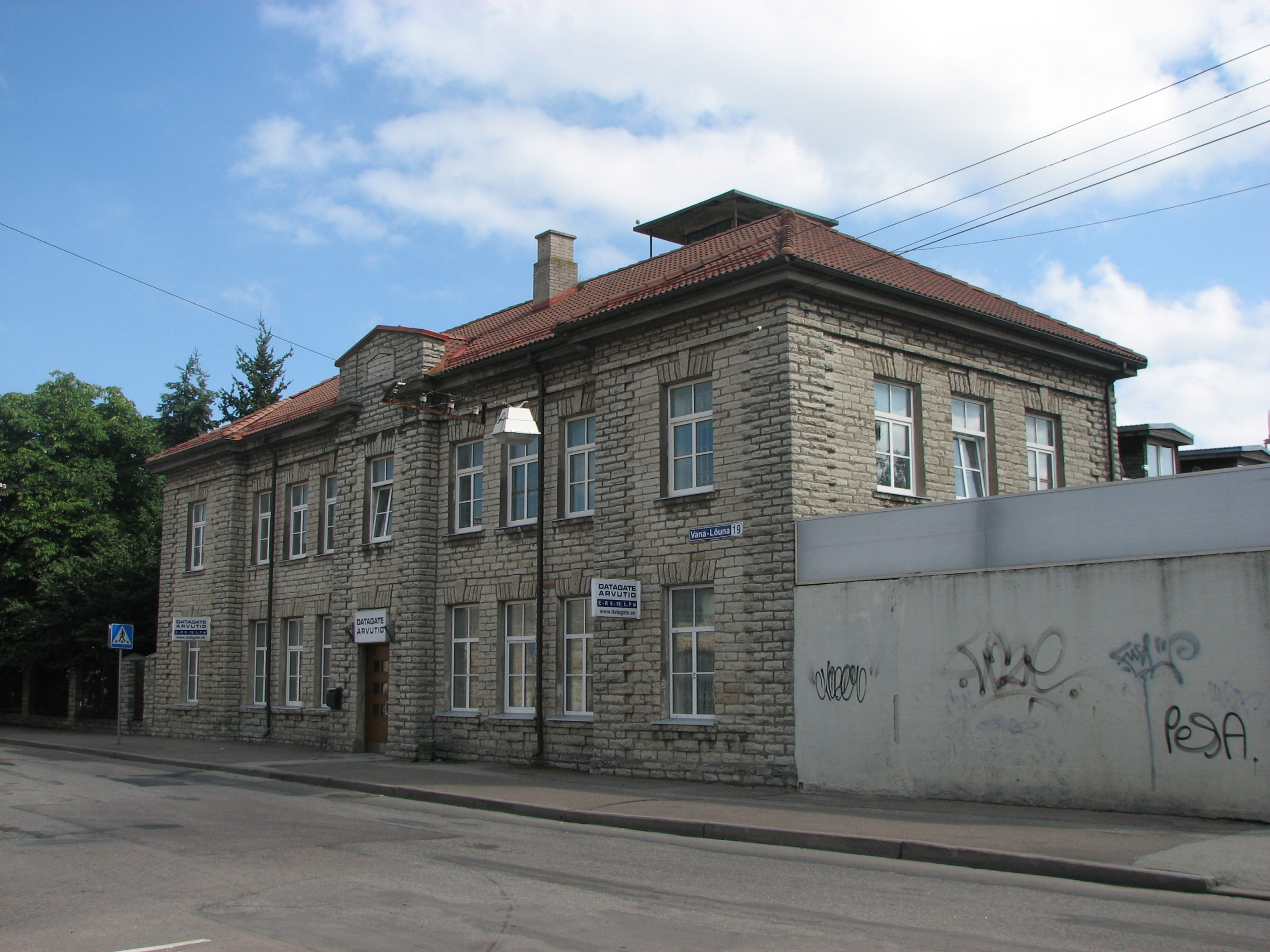
Пожарное депо фабрики Лютера, Таллин
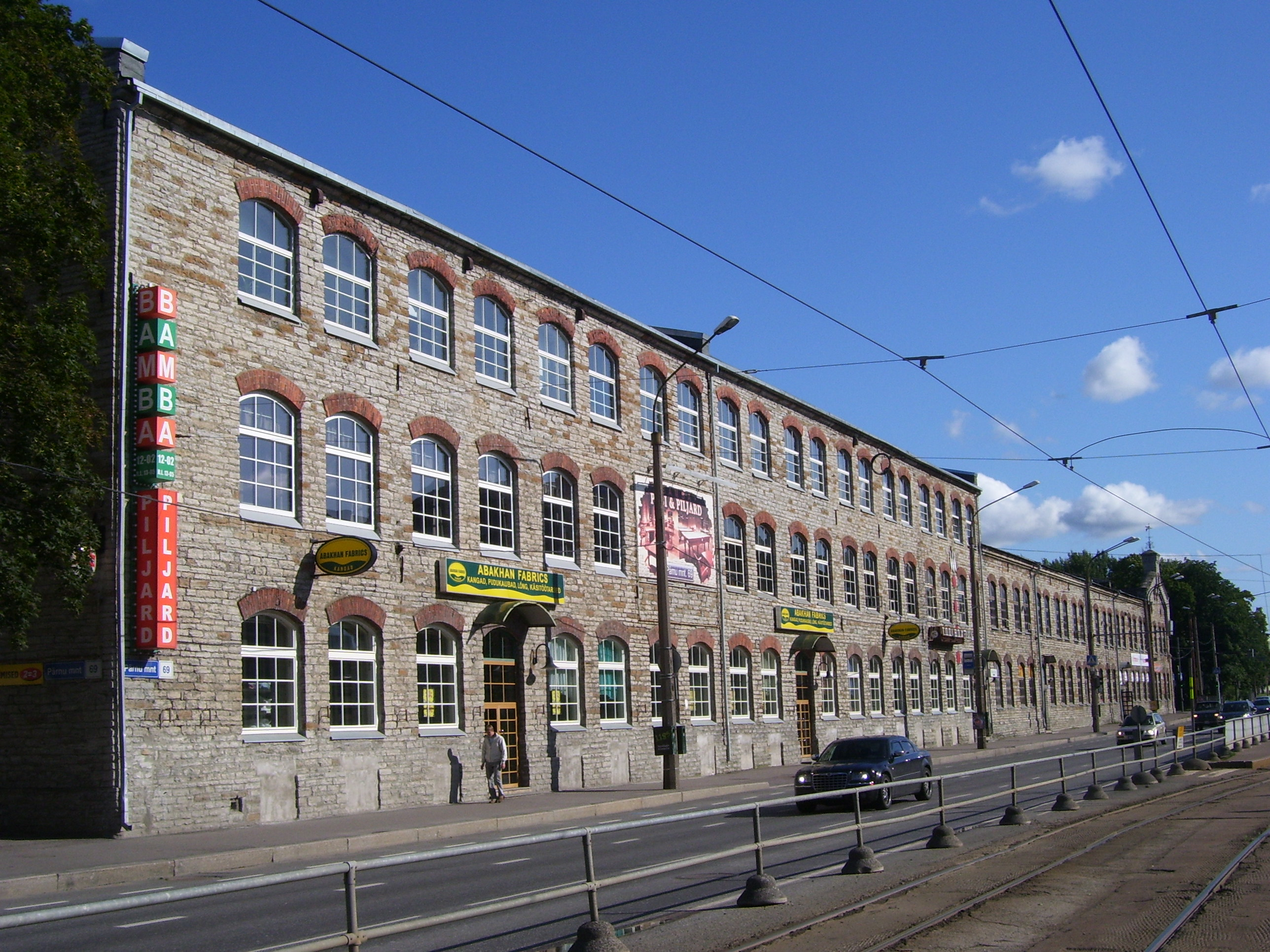
Производственное здание фабрики Лютера. Улица Веэренни 2, Таллин
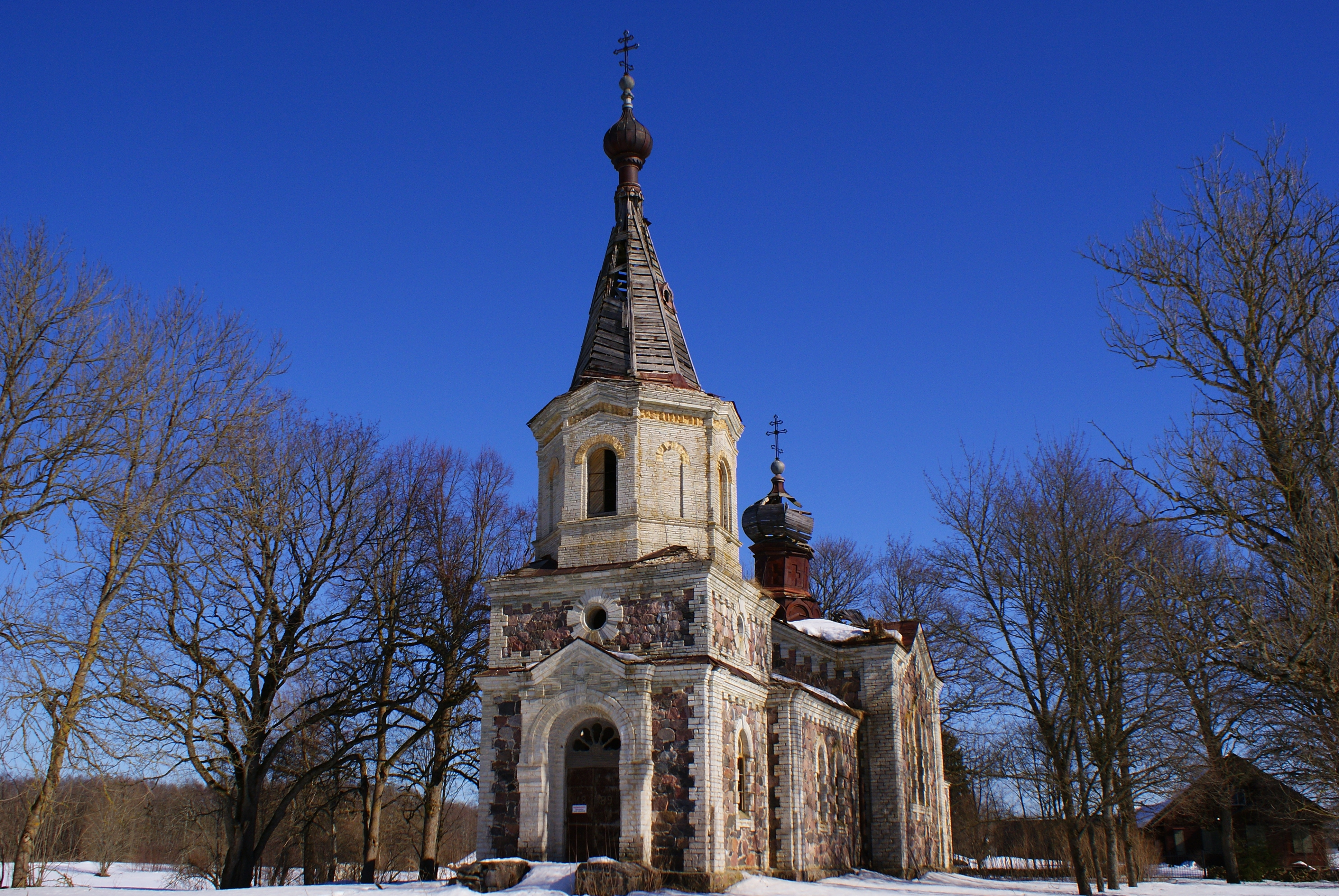
Православная церковь Вяйке-Ляхтру. Уезд Ляэнемаа, Эстония
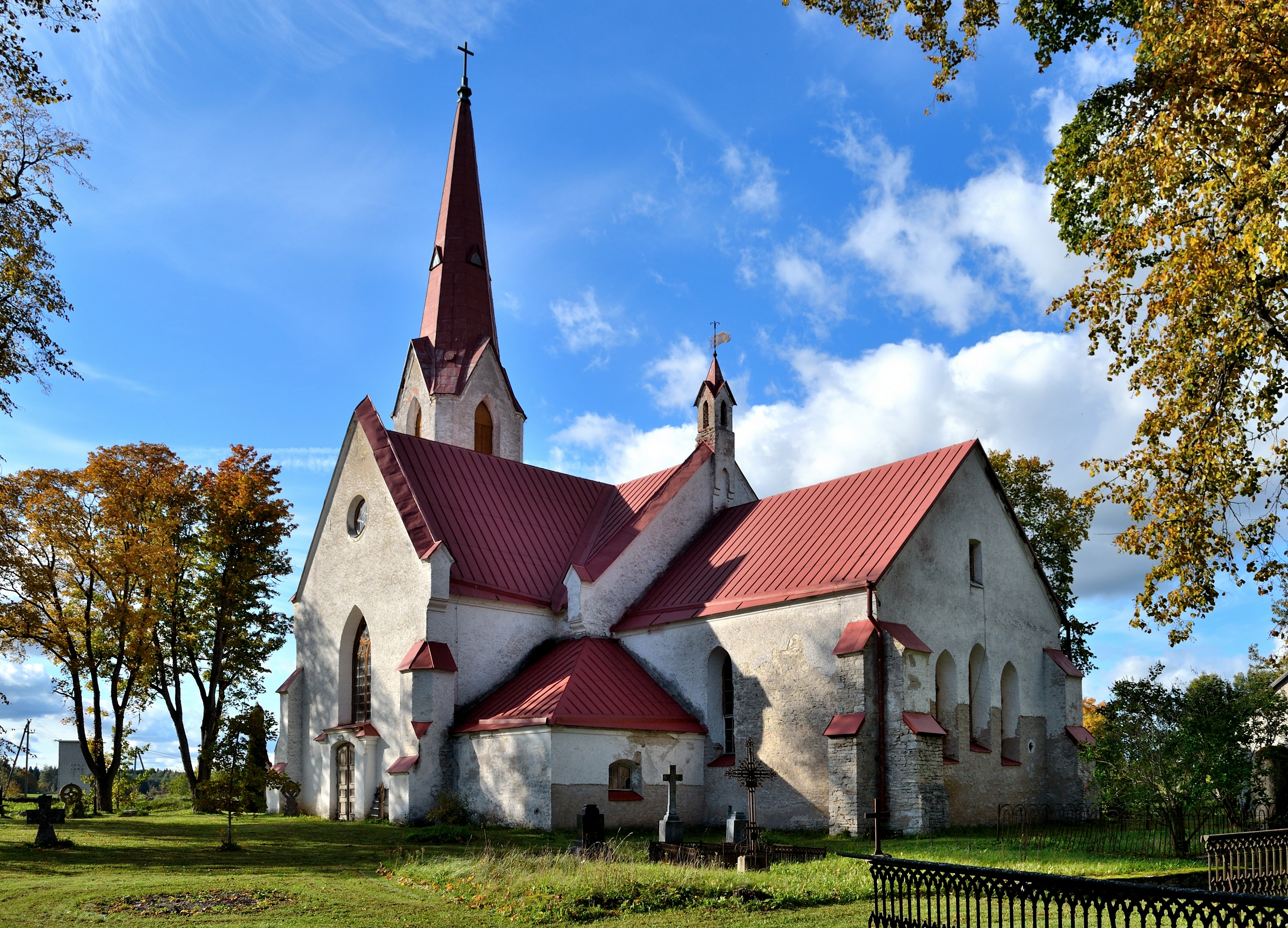
Церковь Юуру, Эстония
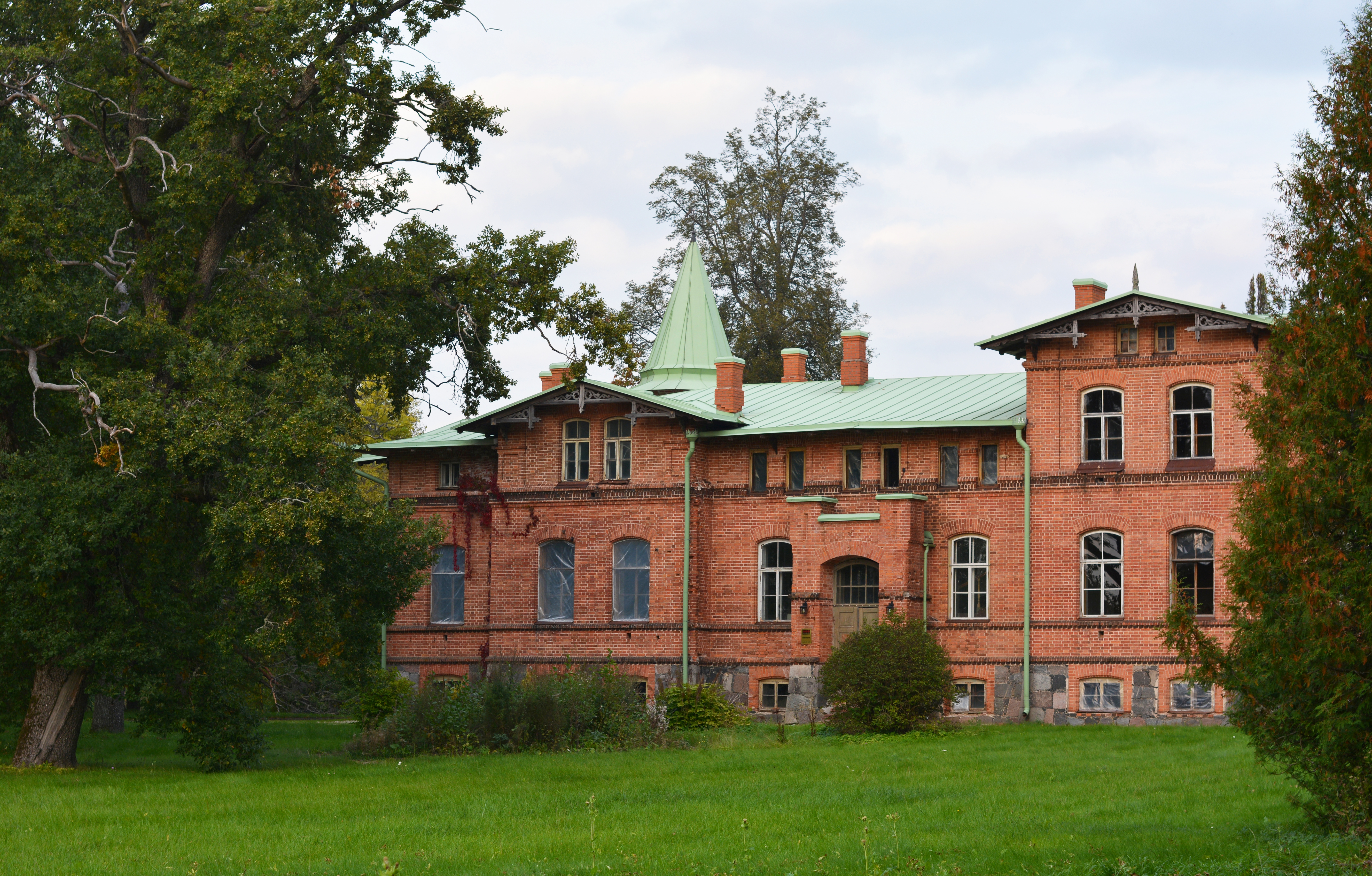
Главное здание мызы Колу, Эстония
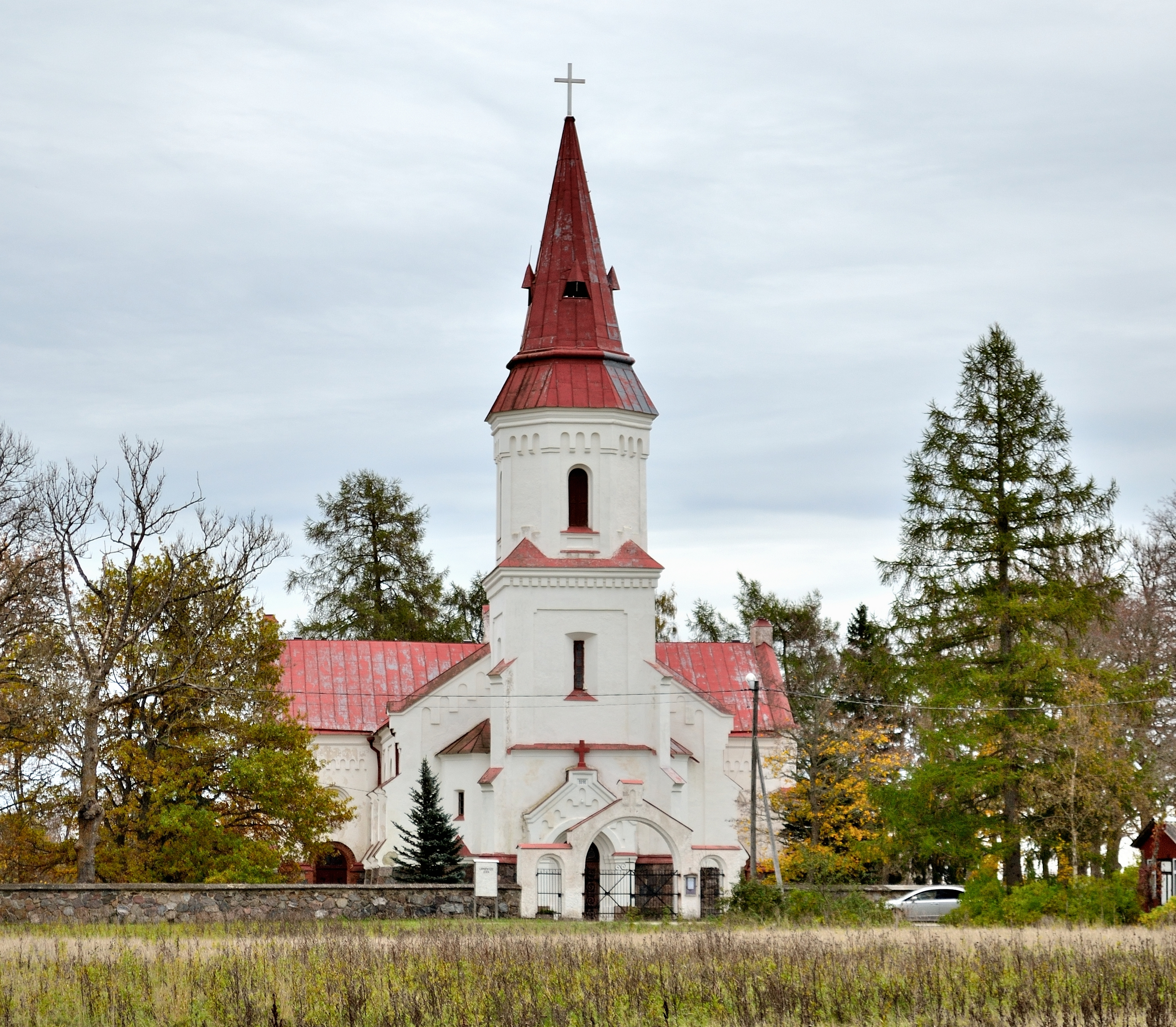
Церковь Хагери, Эстония
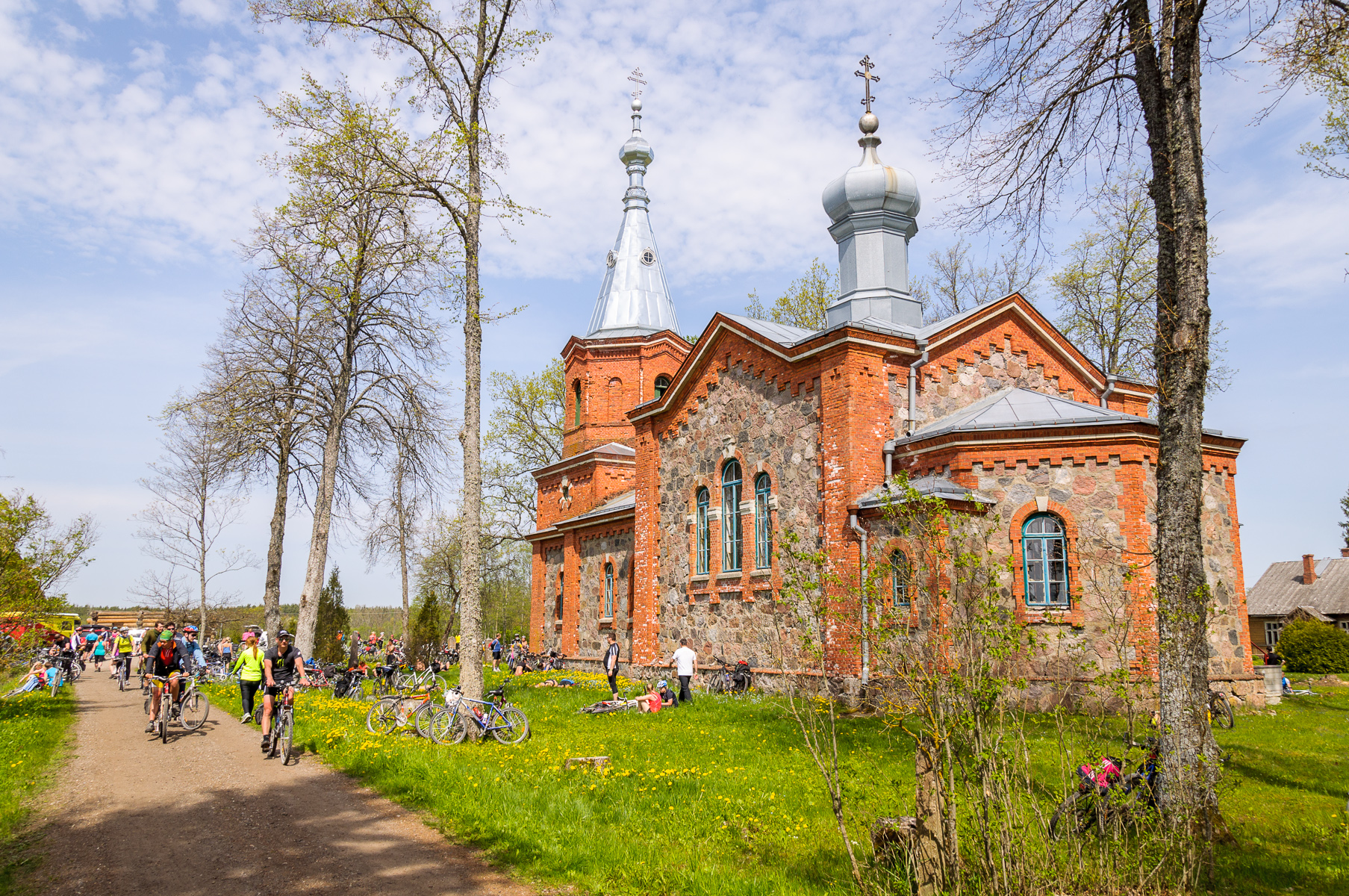
Ортодоксальная церковь Велизе, Эстония
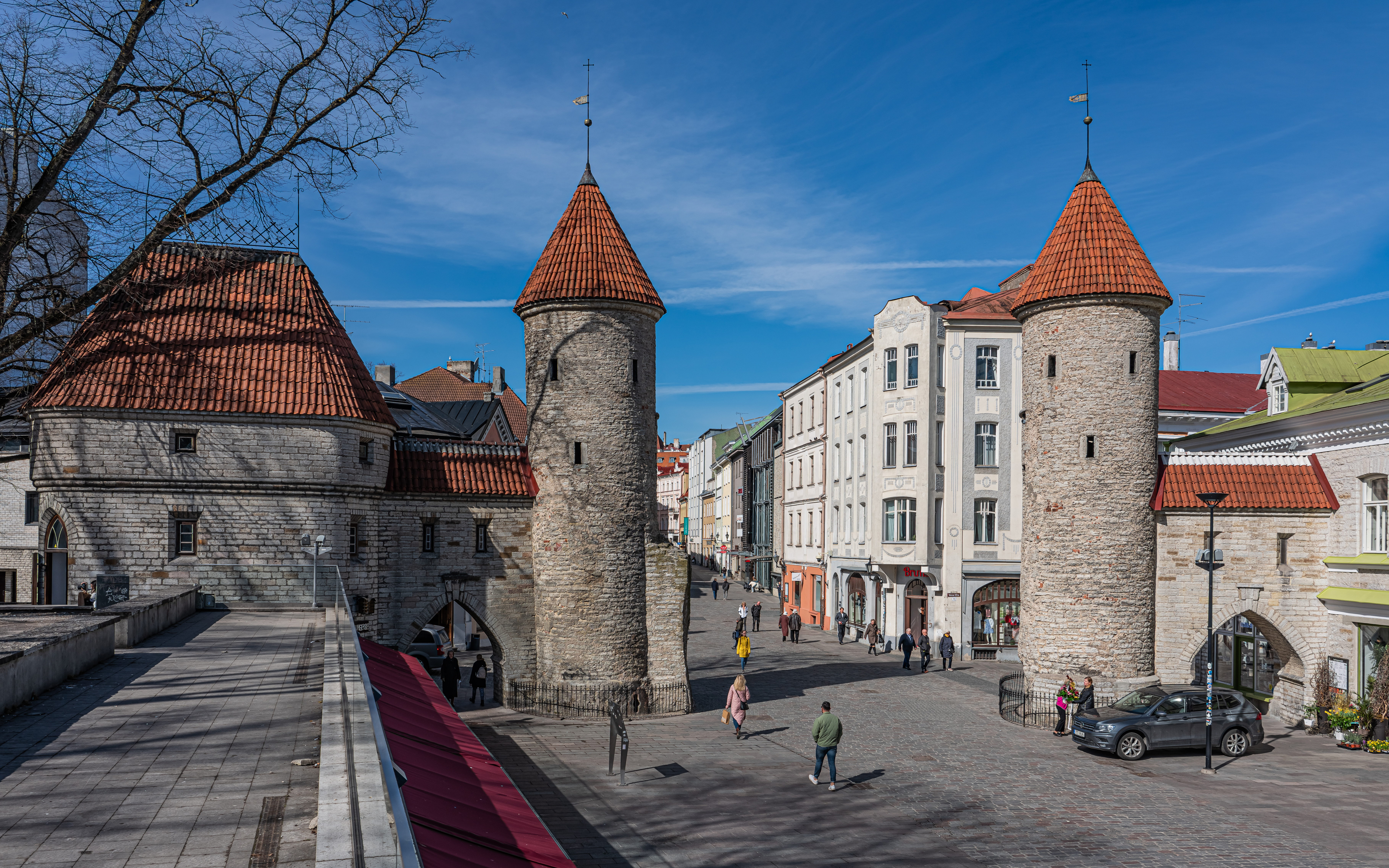
Вируские ворота, Таллин
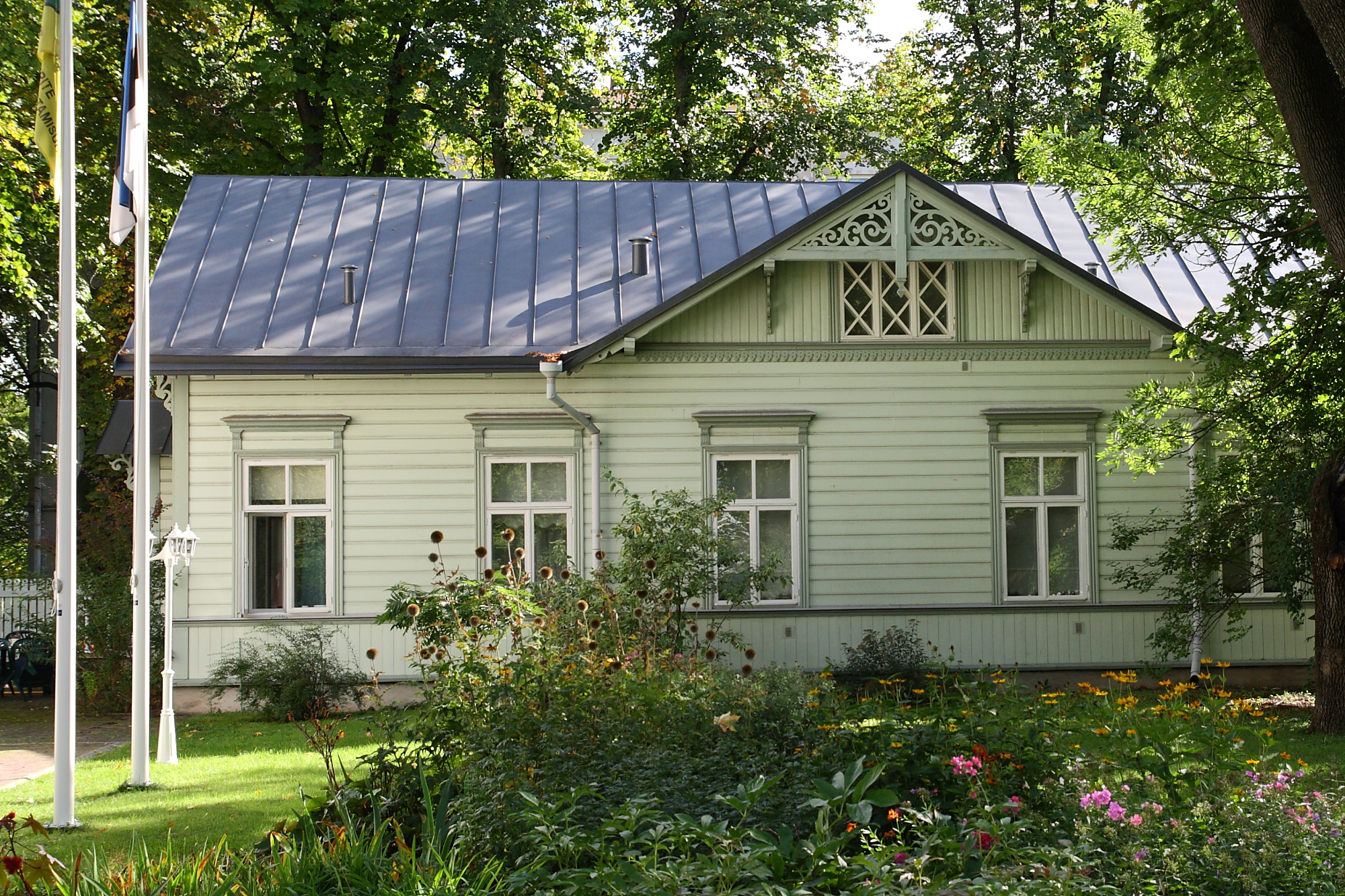
Жилой дом. Улица Я. Поска 15, Таллин
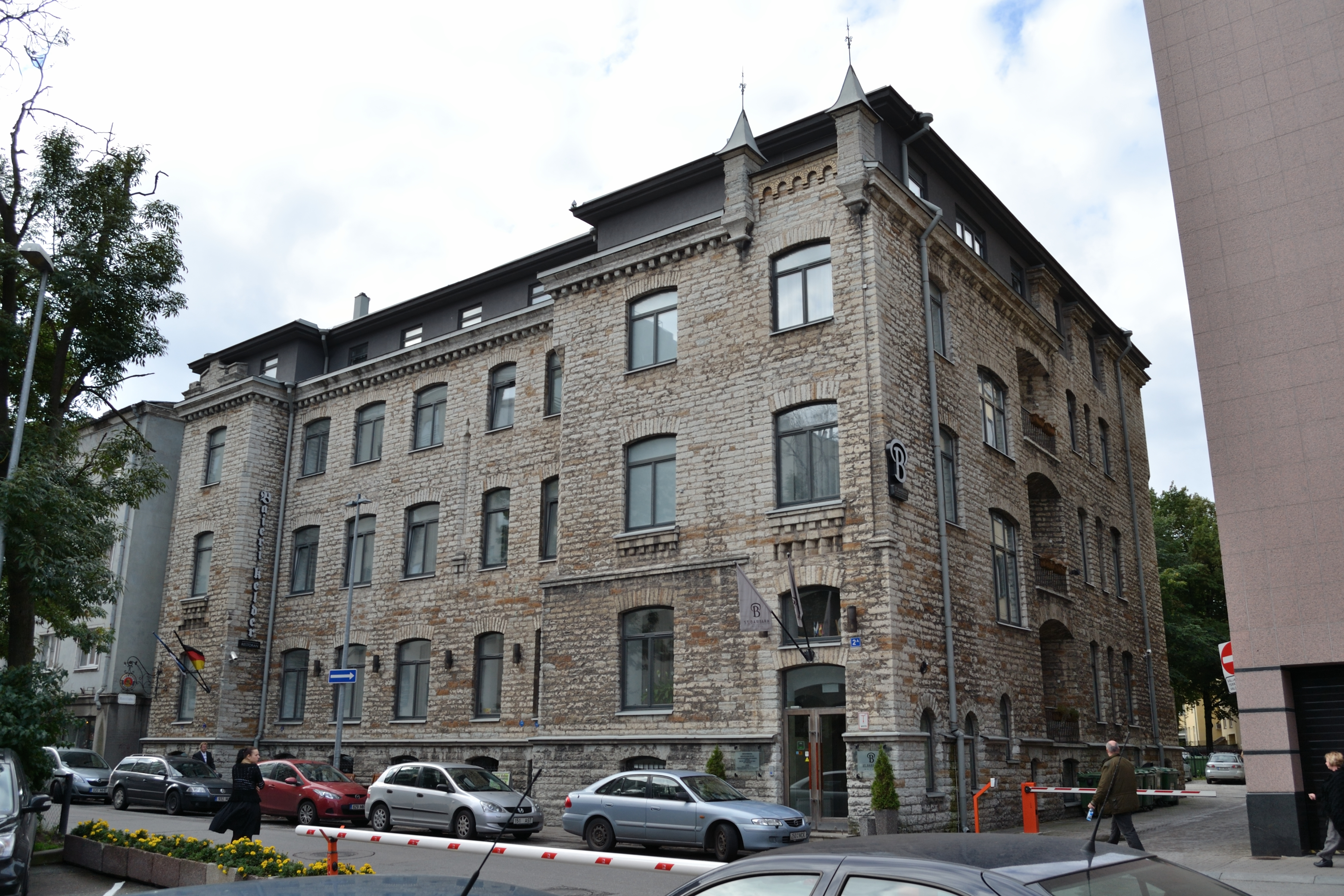
Больница. Улица Роозикрантси 2А, Таллин